# 德米特里耶夫卡农村居民点 (沃罗涅日州)
德米特里耶夫卡农村居民点（俄语：Дмитриевское сельское поселение）是俄罗斯联邦沃罗涅日州帕尼诺区所属的一个农村居民点。其下辖有7个居民点，行政中心为德米特里耶夫卡。据2016年统计，该农村居民点的人口为801人。